# Preslav
Preslav (in bulgaro Преслав?) fu la capitale del Primo impero bulgaro dall'893 al 972 e una delle più importanti città dell'Europa balcanica medioevale. Le rovine della città sono situate nella Bulgaria nordorientale, a circa 20 chilometri a sud-ovest di Šumen e costituiscono un sito archeologico nazionale.
La moderna Veliki Preslav (in bulgaro Велики Преслав, "Grande Preslav") è una cittadina della regione di Šumen. Un preesistente villaggio assunse il nome della capitale medioevale nel 1878 e divenne una città nel 1883. Nel 2005 aveva una popolazione di 10 064 abitanti.

## Storia
Il nome di Preslav è chiaramente di origine slave; fu originariamente fondata come insediamento slavo fino alla sua fortificazione all'inizio del IX secolo. La prossimità con la capitale bulgara dell'epoca, Pliska, favorì il rapido sviluppo e l'espansione di Preslav durante il regno dei khan Krum e Omurtag. Al tempo dell'incoronazione del khan Boris I nell'852, Preslav era divenuta un importante centro militare ed era sede dell'ičirgu-boil, la terza carica dell'impero, con funzioni militari e diplomatiche. Molte chiese furono costruite dopo la conversione dei Bulgari al Cristianesimo nell'864.
La rivolta della nobiltà pagana di Pliska guidata da re Vladimiro nell'892 fu decisiva per i futuri destini della città. Nell'893 Vladimiro fu deposto e il nuovo monarca, Simeone il Grande, decise di trasferire la capitale dello stato da Pliska a Preslav. Negli ottant'anni successivi la città crebbe rapidamente, diventando non solo il centro politico e diplomatico della Bulgaria, ma anche della cultura, della letteratura e dell'arte. Una cronaca riporta che furono necessari ventott'anni a Simeone per fondare e costruire la nuova capitale. Gli scavi archeologici hanno tuttavia dimostrato che l'espansione proseguì anche durante gli anni trenta e quaranta del X secolo e raggiunse l'apice verso la metà del regno dello zar Pietro I.
Considerando l'imponente pianta della città, la fiorente economia e la grandiosità di edifici come la Chiesa rotonda e il Palazzo reale, Preslav si poteva considerare una rivale delle maggiori città dell'emisfero occidentale. Culturalmente, era il centro della Scuola letteraria di Preslav, che era stata fondata a Pliska nell'886 e fu trasferita a Preslav insieme con il resto della corte nell'893. I più celebri scrittori bulgari del tempo operavano a Preslav, fra cui Giovanni Esarca, Costantino di Preslav e Černorizec Hrabăr. Inventato (creato) alla Scuola letteraria di Preslav, l'alfabeto cirillico si sviluppò a metà del X secolo.
La città possedeva anche grandi laboratori di ceramica per la produzione di vasellame, piastrelle, icone e iconostasi.
Il declino della città si ebbe alla fine degli anni sessanta del X secolo, quando fu occupata dal principe Sviatoslav di Kiev. La conseguente guerra fra i Ruteni e i Bizantini lasciò la città incendiata e saccheggiata dalle truppe dell'imperatore bizantino Giovanni I Zimisce. I conquistatori asportarono il tesoro, le insegne regali e gran parte della biblioteca di Simeone. La città non perse la sua importanza nei tre secoli successivi, ma le campagne e i grandi monasteri intorno furono abbandonati e l'economia perse la sua vitalità.
Preslav recuperò parte della sua importanza durante i primi anni del regno congiunto dei primi sovrani del secondo impero bulgaro, Pietro IV e Ivan Asen I. Ivan Asen governava dal centro della rivolta, Tarnovgrad, mentre il fratello Teodoro Pietro risiedeva a Preslav, assurta a simbolo del nuovo stato. I vantaggi strategici di Tarnovgrad furono a ogni modo decisivi nel lungo periodo e il significato simbolico di Preslav svanì nel corso del XIII secolo. Le incursioni dei Tatari negli anni settanta del XIII secolo misero in fuga gli abitanti di Preslav, compreso il vescovo. Alcuni dei sopravvissuti fondarono due chilometri a nord della vecchia fortezza un villaggio, che è l'attuale cittadina di Veliki Preslav.

## Amministrazione

### Gemellaggi
- Celle di Bulgheria

## Galleria d'immagini

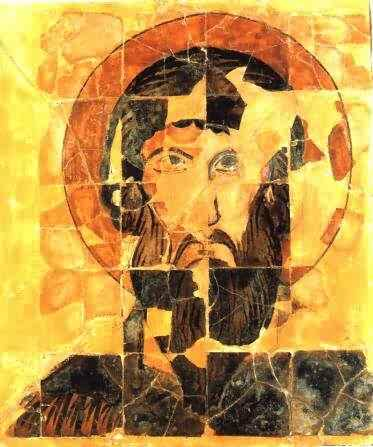
Icona in ceramica di san Teodoro Stratelate, Preslav, circa 900, Museo Archeologico Nazionale, Sofia
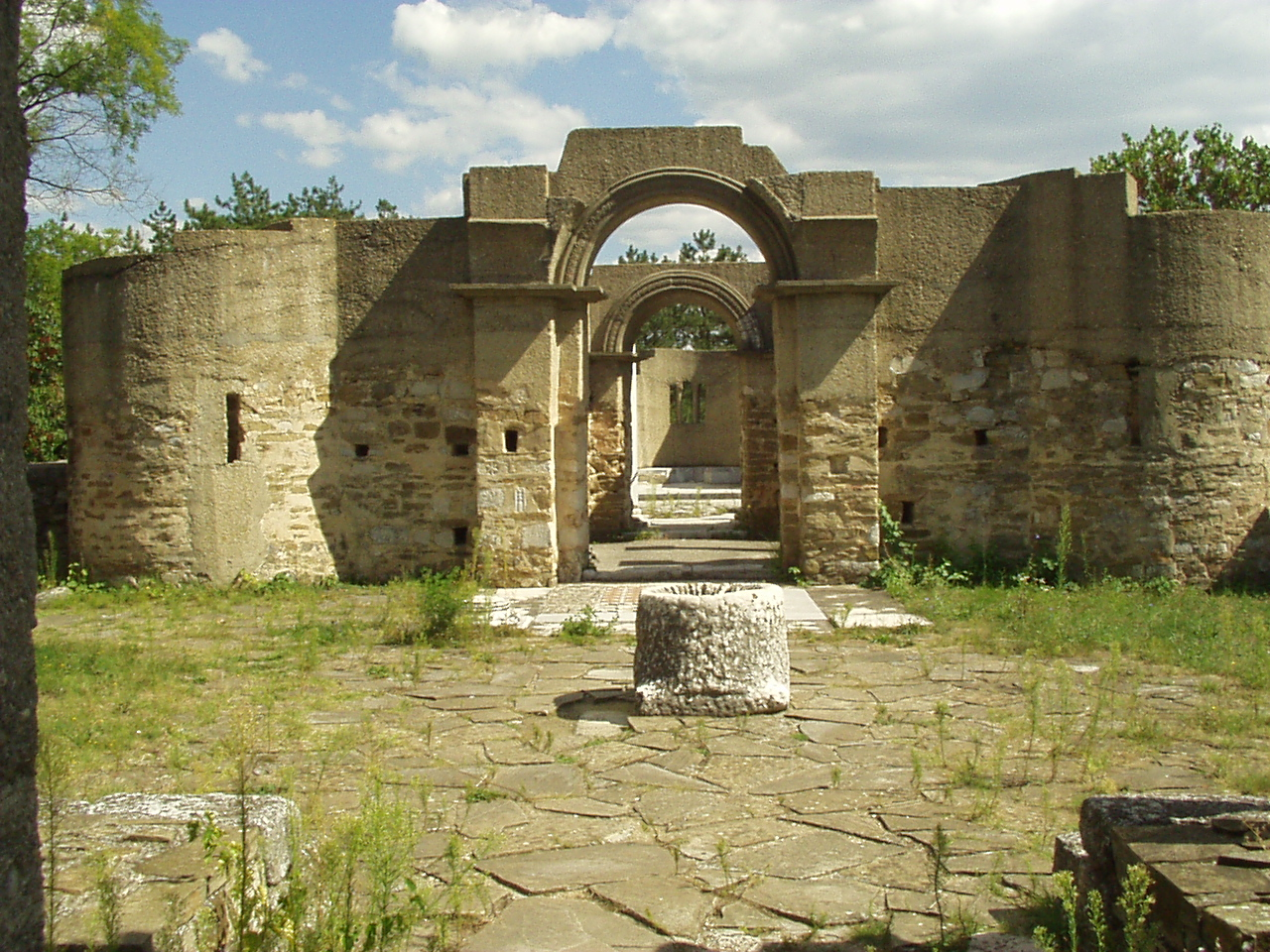
Ingresso della chiesa rotonda (dorata) di Veliki Preslav
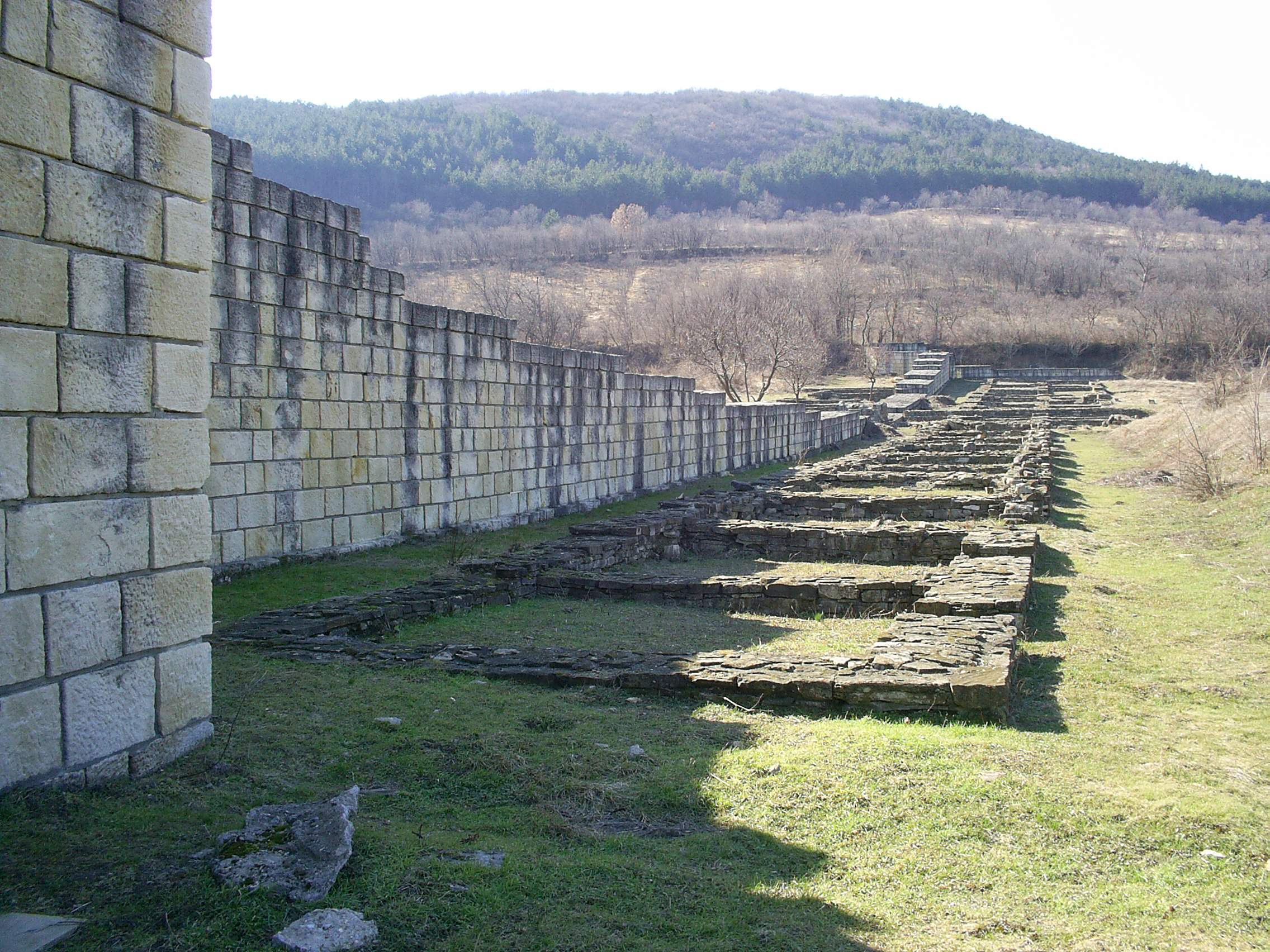
Interno delle mura meridionali di Preslav e rovine della caserma attigua alle mura
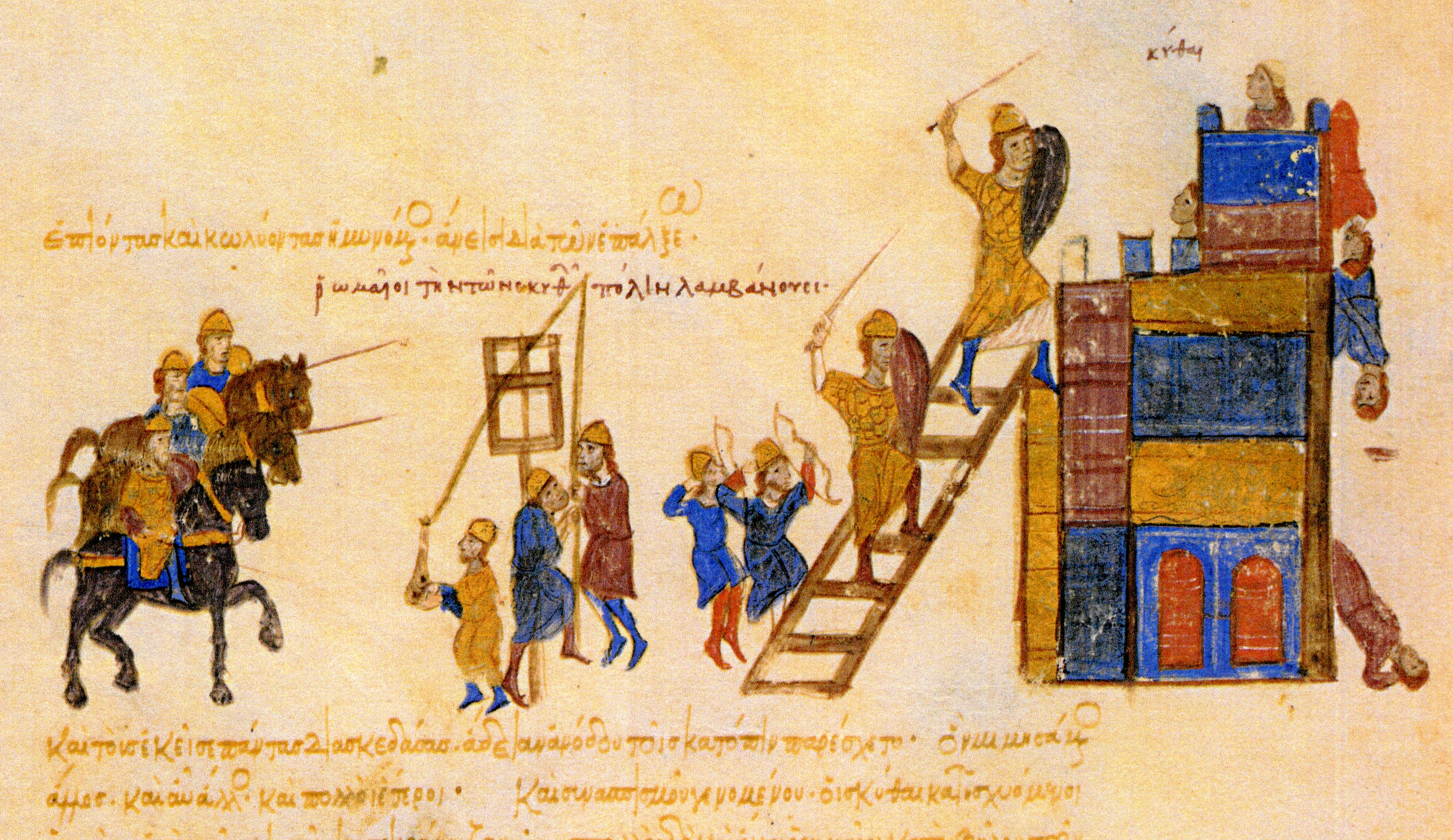
I Bizantini attaccano Preslav, in un disegno della cronaca di Giovanni Skylitzes dell'XI secolo